# الكسندر فرنسيس دنلوب
الكسندر فرنسيس دنلوب هو مهندس معماري كندي، ولد في 1842 في مونتريال في كندا، وتوفي في 1923.